# Conselho de cidade
Um conselho de cidade é o corpo legislativo que governa uma cidade, municipalidade ou Área de governo local.

## Austrália
Devido às diferenças de legislação entre os Estados, a definição exata de um Conselho da Cidade pode variar um pouco. No entanto, é geralmente apenas os Áreas de Governo Local que tenham sido especificamente concedido o estatuto de cidade (geralmente em uma base da população) que têm o direito de se referir como cidades. O título oficial é "Corporação da Cidade de ------" ou similar.
Algumas das maiores áreas urbanas da Austrália são regidos principalmente por uma única entidade (ver Brisbane e outras cidades de Queensland), enquanto outros talvez controlada por uma multidão de conselhos municipais muito menores. Também algumas áreas urbanas significativas podem estar sob a jurisdição de outro modo de governos locais rurais. Reavaliação periódica alinhamentos dos limites tentativa de racionalizar essas situações e ajustar a distribuição de bens e recursos.

## Suécia
Municipalidades suecas são digidas por um órgão legislativo chamado kommunfullmäktige em Sueco.  Embora a lei sueca utilize o termo "assembleia municipal" para descrever esses organismos, são freqüentemente referidos como "conselhos de cidade" assim, mesmo em contextos oficiais em várias das principais cidades da Suécia, incluindo Estocolmo, Gotemburgo, e Malmö.

## Reino Unido
No Reino Unido, um Conselho da Cidade é:
Na Inglaterra:
- O conselho de distrito metropolitano ou não-metropolitano que tenha sido concedido estatuto de cidade.
- A Conselho de paróquia que tenha sido concedido estatuto de cidade.
- O conselho de um borough de Londres que tenha sido concedido estatuto de cidade (de que existe apenas um: Conselho da cidade de Westminster), ou a Coorporação da cidade de Londres.

## Malásia
Os conselhos da cidade (em malaio:  Majlis Bandaraya) e prefeituras (em malaio:  Dewan Bandaraya) na Malásia são como segue.